# Административное деление Лиона

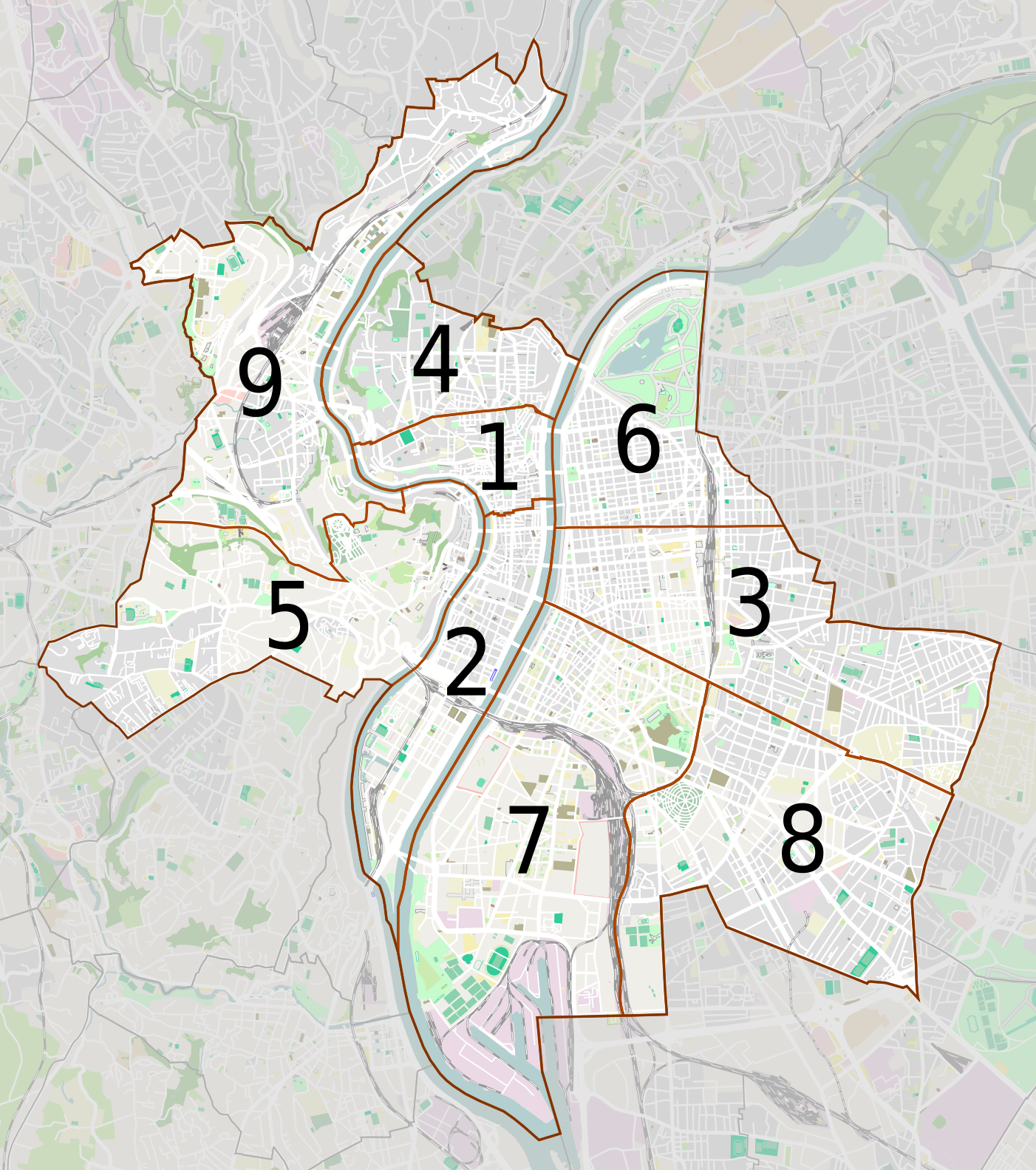
Карта муниципальных округов Лиона.

Лион — один из трёх французских городов (наряду с Парижем и Марселем), разделённых на аррондисма́ны (фр. arrondissement; [aʀɔ̃dismɑ̃])) или муниципа́льные округа́. Впервые город был поделён на 5 округов в соответствии с указом Наполеона III от 24 марта 1852 года — территория города была разделена на 3 округа, вновь присоединённые земли образовали ещё 2. Номер округа указывается последней цифрой в почтовом индексе Лиона после цифр «6900».
С 1964 года в Лионе 9 округов. Большинство округов подразделяются на кварталы (фр. quartier), в лионском муниципальном округе — от 1 до 6 кварталов, всего в городе 31 квартал.
| Округ     | Дата создания   | Источник при создании                           | Кварталы                                                                  | Население (чел., 2012) | Площадь, га |
| --------- | --------------- | ----------------------------------------------- | ------------------------------------------------------------------------- | ---------------------- | ----------- |
| 1-й округ | 24 марта 1852   | Город Лион                                      | Пант-де-ла-Круа-Русс (фр. Pentes de la Croix-Rousse)                      | 29 209                 | 151         |
| 1-й округ | 24 марта 1852   | Город Лион                                      | Терро (фр. Teurreaux)                                                     | 29 209                 | 151         |
| 2-й округ | 24 марта 1852   | Город Лион                                      | Белькур — Карно (фр. Bellecour — Carnot)                                  | 30 958                 | 341         |
| 2-й округ | 24 марта 1852   | Город Лион                                      | Белькур — Корделье (фр. Bellecour — Carnot)                               | 30 958                 | 341         |
| 2-й округ | 24 марта 1852   | Город Лион                                      | Перраш — Конфлюан (фр. Perrache — Confluent)                              | 30 958                 | 341         |
| 3-й округ | 24 марта 1852   | Присоединённые территории: Гийотьер и Монплезир | Монша (фр. Montchat)                                                      | 98 135                 | 635         |
| 3-й округ | 24 марта 1852   | Присоединённые территории: Гийотьер и Монплезир | Мютюалите — Префектюр (фр. Mutualité — Préfecture)                        | 98 135                 | 635         |
| 3-й округ | 24 марта 1852   | Присоединённые территории: Гийотьер и Монплезир | Сан-Суси — Дофине (фр. Sans Souci — Dauphiné)                             | 98 135                 | 635         |
| 3-й округ | 24 марта 1852   | Присоединённые территории: Гийотьер и Монплезир | Виллетт — Поль-Бер (фр. Villette — Paul Bert)                             | 98 135                 | 635         |
| 3-й округ | 24 марта 1852   | Присоединённые территории: Гийотьер и Монплезир | Вольтер — Пар-Дьё (фр. Voltaire — Part Dieu)                              | 98 135                 | 635         |
| 4-й округ | 24 марта 1852   | Присоединённая территория: Круа-Русс            | Круа-Русс (фр. Croix-Rousse)                                              | 36 240                 | 293         |
| 5-й округ | 24 марта 1852   | Город Лион + присоединённая территория: Вэз     | Вьё-Лион (фр. Vieux Lyon)                                                 | 46 693                 | 623         |
| 5-й округ | 24 марта 1852   | Город Лион + присоединённая территория: Вэз     | Мениваль — Баттьер — Ла-Плен (фр. Ménival — Battières — La Plaine)        | 46 693                 | 623         |
| 5-й округ | 24 марта 1852   | Город Лион + присоединённая территория: Вэз     | Сен-Жю — Сент-Ирене — Фурвьер (фр. Saint Just — Saint Irénée — Fourvière) | 46 693                 | 623         |
| 5-й округ | 24 марта 1852   | Город Лион + присоединённая территория: Вэз     | Шанвер — Пуэн-дю-Жур — Жёне (фр. Champvert — Point du Jour — Jeunet)      | 46 693                 | 623         |
| 6-й округ | 17 июля 1867    | Выделен из 3-го округа                          | Бротто — Белькомб (фр. Brotteaux — Bellecombe)                            | 49 479                 | 377         |
| 6-й округ | 17 июля 1867    | Выделен из 3-го округа                          | Тет-д'Ор (фр. Tête d'Or)                                                  | 49 479                 | 377         |
| 7-й округ | 8 марта 1912    | Выделен из 3-го округа                          | Гийотьер (фр. Guillotière)                                                | 75 746                 | 975         |
| 7-й округ | 8 марта 1912    | Выделен из 3-го округа                          | Жан-Масе (фр. Jean Macé)                                                  | 75 746                 | 975         |
| 7-й округ | 8 марта 1912    | Выделен из 3-го округа                          | Жерлан (фр. Gérland)                                                      | 75 746                 | 975         |
| 7-й округ | 8 марта 1912    | Выделен из 3-го округа                          | Ла-Муш (фр. La Mouche)                                                    | 75 746                 | 975         |
| 8-й округ | 19 февраля 1959 | Выделен из 7-го округа                          | Башю — Трансвааль (фр. Bachut — Transvaal)                                | 81 454                 | 667         |
| 8-й округ | 19 февраля 1959 | Выделен из 7-го округа                          | Гран-Тру — Мулен-а-Ван (фр. Grand Trou — Moulin à Vent)                   | 81 454                 | 667         |
| 8-й округ | 19 февраля 1959 | Выделен из 7-го округа                          | Ла-Плен — Санти (фр. La Plaine — Santy)                                   | 81 454                 | 667         |
| 8-й округ | 19 февраля 1959 | Выделен из 7-го округа                          | Лаэннек — Мермоз (фр. Laënnec — Mermoz)                                   | 81 454                 | 667         |
| 8-й округ | 19 февраля 1959 | Выделен из 7-го округа                          | Монплезир (фр. Monplaisir)                                                | 81 454                 | 667         |
| 8-й округ | 19 февраля 1959 | Выделен из 7-го округа                          | Этаз-Юни (фр. États-Unis)                                                 | 81 454                 | 667         |
| 9-й округ | 12 августа 1964 | Выделен из 5-го округа                          | Вэз (фр. Vaise)                                                           | 48 429                 | 725         |
| 9-й округ | 12 августа 1964 | Выделен из 5-го округа                          | Ла-Дюшер (фр. La Duchère)                                                 | 48 429                 | 725         |
| 9-й округ | 12 августа 1964 | Выделен из 5-го округа                          | Сен-Ранбер (фр. Saint Rambert)                                            | 48 429                 | 725         |
| 9-й округ | 12 августа 1964 | Выделен из 5-го округа                          | Шанвер — Горж-де-Лу (фр. Champvert — Gorge de Loup)                       | 48 429                 | 725         |